# Tour der neuseeländischen Rugby-Union-Nationalmannschaft nach Australien 1947
| Tour der All Blacks nach Australien 1947 | Tour der All Blacks nach Australien 1947 | Tour der All Blacks nach Australien 1947 | Tour der All Blacks nach Australien 1947 | Tour der All Blacks nach Australien 1947 |
| Übersicht                                | S                                        | G                                        | U                                        | N                                        |
| ---------------------------------------- | ---------------------------------------- | ---------------------------------------- | ---------------------------------------- | ---------------------------------------- |
| Test Matches                             | 02                                       | 2                                        | 0                                        | 0                                        |
| Sonstige Spiele                          | 08                                       | 6                                        | 0                                        | 2                                        |
| Gesamt                                   | 10                                       | 8                                        | 0                                        | 2                                        |
|                                          |                                          |                                          |                                          |                                          |
| Australien                               | 02                                       | 2                                        | 0                                        | 0                                        |

Die Tour der neuseeländischen Rugby-Union-Nationalmannschaft nach Australien 1947 umfasste eine Reihe von Freundschaftsspielen der All Blacks, der Nationalmannschaft Neuseelands in der Sportart Rugby Union. Das Team reiste im Juni und Juli 1947 durch Australien, wobei es zehn Spiele bestritt. Dazu gehörten zwei Test Matches gegen die Wallabies und ein Spiel in Neuseeland zum Abschluss. Die Neuseeländer entschieden acht Spiele für sich (darunter beide Test Matches) und verteidigten den Bledisloe Cup.

## Spielplan
- Hintergrundfarbe grün = Sieg
- Hintergrundfarbe rot = Niederlage

(Test Matches sind grau unterlegt; Ergebnisse aus der Sicht Neuseelands)
| #  | Datum         | Gegner                        | Ort       | Stadion                 | Ergebnis |
| -- | ------------- | ----------------------------- | --------- | ----------------------- | -------- |
| 01 | 04. Juni 1947 | Australian Capital Territory  | Canberra  | Manuka Oval             | 58:11    |
| 02 | 07. Juni 1947 | New South Wales Waratahs      | Sydney    | Sydney Cricket Ground   | 9:12     |
| 03 | 10. Juni 1947 | New South Wales XV            | Sydney    | Sydney Showground       | 26:17    |
| 04 | 14. Juni 1947 | Australien                    | Brisbane  | Exhibition Ground       | 13:5     |
| 05 | 16. Juni 1947 | Queensland Reds               | Brisbane  | Exhibition Ground       | 23:14    |
| 06 | 18. Juni 1947 | Queensland Reds               | Brisbane  | Exhibition Ground       | 25:9     |
| 07 | 21. Juni 1947 | New South Wales Waratahs      | Sydney    | Sydney Cricket Ground   | 36:3     |
| 08 | 25. Juni 1947 | Combined Northern Districts   | Newcastle | Newcastle Sports Ground | 43:14    |
| 09 | 28. Juni 1947 | Australien                    | Sydney    | Sydney Cricket Ground   | 27:14    |
| 10 | 02. Juli 1947 | Auckland Rugby Football Union | Auckland  | Eden Park               | 3:14     |

## Test Matches
| 14. Juni 1947 | Australien                            | 5 : 13        | Neuseeland                                                | Exhibition Ground, Brisbane Zuschauer: 23.000 Schiedsrichter: Tom Moore (Australien) |
| 14. Juni 1947 | Versuche: Cornforth Erhöhungen: Piper | (0:8) Bericht | Versuche: Argus Arnold Strafversuch Erhöhungen: Scott (2) | Exhibition Ground, Brisbane Zuschauer: 23.000 Schiedsrichter: Tom Moore (Australien) |

Aufstellungen:
- Australien: Arthur Buchan, Cyril Burke, Roger Cornforth, Mick Cremin, Charles Eastes, Phil Hardcastle , Max Howell, Kenneth Kearney, Douglas Keller, Terry MacBride, Bill McLean, Robert McMaster, Brian Piper, Alan Walker, Colin Windon
- Neuseeland: Fred Allen , Walter Argus, Keith Arnold, Haswell Catley, Benjamin Couch, Raymond Dalton, Harry Frazer, Maurice Goddard, Lachlan Grant, Jack McLean, Bob Scott, Johnny Simpson, Percy Tetzlaff, Neville Thornton, Roy White

| 28. Juni 1947 | Australien                                                | 14 : 27        | Neuseeland                                                                          | Sydney Cricket Ground, Sydney Zuschauer: 30.000 Schiedsrichter: Lewis Tomalin (Australien) |
| 28. Juni 1947 | Versuche: McLean Erhöhungen: Allan Straftritte: Allan (3) | (8:11) Bericht | Versuche: Argus Kearney Mason Erhöhungen: Scott (3) Straftritte: Scott (3) Thornton | Sydney Cricket Ground, Sydney Zuschauer: 30.000 Schiedsrichter: Lewis Tomalin (Australien) |

Aufstellungen:
- Australien: Trevor Allan, Kevin Bourke, Arthur Buchan, Cyril Burke, Graham Cooke, Charles Eastes, Neville Emery, Kenneth Kearney, Joe Kraefft, Terry MacBride, Bill McLean , Robert McMaster, Nicholas Shehadie, Eric Tweedale, Clement Windsor
- Neuseeland: Fred Allen , Walter Argus, Keith Arnold, Haswell Catley, Raymond Dalton, Harry Frazer, Maurice Goddard, Lachlan Grant, James Kearney, Bob Scott, Johnny Simpson, Johnny Smith, Percy Tetzlaff, Neville Thornton, Roy White 
 Auswechselspieler: Timothy Mason